# Garden Grove (Iowa)
Garden Grove – miasto w Stanach Zjednoczonych, w stanie Iowa, w hrabstwie Decatur. W 2000 liczyło 250 mieszkańców.